# Kállay István (tanító)
Kállay István (Sárospatak, 1833. július 25. – Debrecen, 1897. január 1.) református gyakorlóiskolai tanító.

## Élete
Kállay István és Putnoki Nagy Julianna nemes szülők fia. Középiskolai (1843-48), bölcseleti és hittani tanulmányait szülővárosában végezte. A bölcseletet Erdélyi Jánostól, a hittant Somossy János, Zsarnay Lajos és Kálniczky András tanároktól hallgatta. Erdélyi János ajánlatára (aki őt különösen buzdította) a Thuránszky-családnál Legyesbánya-Kecskésen nyert nevelői állást; innét hívta meg 1856 őszén a miskolci református egyház az egyik tanítói állásra. 1857-64-ben Alsószuhán (Gömör megye), 1864-1868-ban Tornallyán, 1868-ban Hajdúnánáson és 1870-ben Hajdúszoboszlón tanítóskodott. 1873-ban Debrecenbe választották meg a csapókülvárosi utca részre népiskolai tanítónak; ismereteinek bővítése céljából meglátogatta a bécsi világtárlatot és Stájerország népiskoláit. A debreceni református tanítóképző intézethez ugyanezen évben alapított az egyház és a tiszántúli egyházkerület gyakorlóiskolát; ezen intézetnél elnyerte a tanítói állást.

## Írásai
Verses és prózai dolgozatai a következő lapokban, folyóiratokban és évkönyvekben jelentek meg: Napkelet (1857. Szapáry Péter c. ballada, 1858-1859.), Társalgó (1858.), Szépirodalmi Közlöny (1858.), Mátyás Diák Naptára (1858)., Kalauz (1857-59.), Népujsága (1859. A lélek fejlődése, 1860. A népnövelésnek az államhozi viszonya, Mi az oka, hogy a magyar nemzet el nem enyészett, mint egyéb vándor népek? 1861.), Néptanítók Lapja (1860. Népiskolatanítói tekintély, Magyar nyelvtan népiskoláinkban). Uj Idő (1860-61.), Iskolai Lap (1861-62.), Trombita (1861.), Vasárnapi Ujság (1861. 38. sz.), Emlékkönyv (Sárospatak, 1862.), Tárogató (Szatmár, 1862-63.), Házi Kincstár (1862-1865), Nagy Képes Naptár (1863.), Miskolczi Naptár (1863.), Hölgyfutár (1863-64.), Magyar Ember Könyvtára (1863.), Magyar Néplap (1866.), Nép Szava (1867-1872.), Ludas Matyi (1867-73.), Fővárosi Lapok (1868.), Szamos (Szatmár, 1869.), Ludas Matyi Naptára (1870.), Nagyvárad (1871.), Debreczen (1874-től), Kortes (1875.), Polgártárs (Debreczen, 1877.), Ébresztő (Debreczen 1878-82.), Debreczen-Nagyváradi Értesítő (1879-1885.)

## Munkái
- Gyermekbarát. Miskolcz, 1857.
- Versfüzér. Sárospatak, 1860. (A tiszta jövedelem a sárospataki ref. főiskola testgyakorló intézete javára van felajánlva).
- Halotti énekek temetkezési alkalmakra. A helvét hitvallású egyház gyakorlata szerint. Rimaszombat, 1869.
- Jó gyermekek könyve. Debreczen, 1867.
- Kis tükör. Erkölcsi és szívnemesítő olvasmányul jó gyermekek számára, számos színezett képpel. Ugyanott, 1872.
- Ausztria földrajza, az osztrák-magyar állam tulsó részének tartományai főbb vonásokban. A népiskolai IV. osztály számára. Ugyanott, 1876.
- Magyar történeti életrajzok népiskolák számára. Ugyanott, 1876. (2. jav. és szavalmányokkal bőv. kiadás 1876., 3. átdolg. k. 1880., 4. átnézett k. 1883., 5. k. 1886.)
- Magyarország összefüggő történelme korszaki képekben a közel viszonyban élt népek és államok rövid vázlatával. Népiskolák számára. Ugyanott, 1877.
- Egyetemes történelem életrajzokban. Népiskolák számára. Ugyanott, 1878. (2. jav. k. 1889. Ugyanott, három kiadást ért).
- Utazók kézikönyve a magyar korona vasutain. Ugyanott, 1879.

Alapította és szerkesztette a Népiskolai Lapot 1884-ben.
Kéziratban van: az Utazók kézikönyvének 2. kiadása, Ábécze és első olvasókönyv, Költemények két kötet. Beszélyek egy kötet.

## Álnevei és jegyei
Vörös István, Herkó Páter , Debreczen, -y-n. és K. I.